# HyperCard
HyperCard（ハイパーカード）は、ハイパーテキストを実現した最初の商用ソフトウェア。1987年にApple Computer（現:Apple）のビル・アトキンソンが開発した。Macintosh (Classic Mac OS) で動作し、ゲームの制作、簡単なプログラムの開発等に利用される。

## 概要
ハイパーテキストのノードとしてカードを用い、カードとカードをつなぐリンクとしてはボタンを用いる。カードの上にはボタンの他にテキストやグラフィックをおくことができた。プログラムを記述するにはHyperTalkと呼ばれるスクリプト言語を用いる。
ボタンを押すと各ボタンに対応付けられたカードにジャンプするか、HyperTalkで記述されたプログラムを実行する。HyperCardを使えばプログラムを直接記述しなくても簡単なアプリケーションを作ることができたので、マルチメディアオーサリングツールとして使用された。
アドベンチャーゲーム『MYST』の最初のバージョンはこのHyperCardを使って制作された。この他にHyperCardで制作されたものとして、ベートーベンの交響曲第9番CD-ROM、全地球カタログの初期バージョン、Wizzy Active Lifestyle Telephoneのプロトタイプなどがある。
当初アトキンソンはHyperCardを個人的に開発し、Macintoshに標準添付することを条件にAppleに提供した。その結果、バージョン 1.x はMacintoshに無償で添付され、オーサリングを含む全機能を利用できた。
しかし、バージョン2.0以降になって、オーサリングツールとして使えるHyperCardは有償、ファイルを実行する機能のみのHyperCard Liteは無償配布という形になった。一般にこれら両方を総称して「HyperCard」と呼ぶことが多い。実際はLiteもコマンド「magic」によってオーサリング可能となる。ただし、バージョン2.3になってLiteに代わりバンドルされるようになったHyperCard Playerは、完全にオーサリング機能が除去されていた。最終バージョンは 2.4.1。
バージョン 3.0はQuickTimeのコンポーネントの一部として開発が行われていたが、途中で打ち切られたため、現在は搭載されていない。その後、QuickTimeはHyperCardの統合で実装が予定されていた機能の代わりにFlashファイルをサポートした。
ジョブズ復帰後の2000年にハイパーカードチームは完全に解体された。AppleのウェブサイトでかつてHyperCardが配付されていたURL（http://www.apple.com/hypercard ）にアクセスすると、英語版Wikipediaの記事にリダイレクトされる。
2017年、HyperCard 30周年を記念し、インターネットアーカイブによってHyperCardスタックをアップロードしエミュレートできるプロジェクトが設立された。

## 評価
- Compute!には、1988年に「HyperCardは、人々がパーソナルコンピュータとしてMacintoshを選択するきっかけになるかもしれない」[5]、1989年には「将来のほとんどのMacintoshのソフトウェアはHyperCardを用いて開発されるだろう」[6]と書かれた。
- Stewart Alsop II（英語版）は、HyperCardがMacintoshのグラフィカルユーザインタフェースとしてFinderを置き換える可能性があると推測した[7]。
- スティーブ・ウォズニアックは、HyperCardを「これまでで最高のプログラム」と呼んでいる[8]。
- アラン・ケイは、HyperCardをWebのユーザー体験の規範とすべきものだったと評価している[9]。

## HyperCardによって生まれた言葉
- HyperCardで、カードやボタンなどを積み重ねて制作したファイルのことを「スタック」と呼ぶ。スタックという言葉はしばしば「作品」というニュアンスで扱われ、作者はプログラマーやデザイナーでなく、敬意を込めて「スタック作家」と称されることすらあった[10][11]。HyperCardはそのような意味で、紛れもなくMacintosh文化の一翼を担っていた。
- HyperCardでプログラムを制作する上での制約を打破すべく、HyperCardに実装されていない機能を実現するXCMDやXFCNと呼ばれるシステムが生まれた。
- ウェブブラウザのフィンガーカーソルは、HyperCardに由来するものとされている[12]。

## HyperCardに影響されて開発されたオーサリングツールや類似するもの
HyperCardは非常に優れたソフトウェアである。そのため多数の類似品が生まれた。また現在のmacOSでは言語体系がHyperTalkに似たAppleScriptが開発環境の一つになっているが、用途がオーサリングではなくmacOSのバッチ処理が主体であり、大きく異なっている。そのためHyperCardの復活を望む声は原作者のアトキンソンを始め絶えることはない。
- SuperCard
- Serf
- TownsGEAR - FM TOWNSで動作する類似ツール[13][14]
- UserLand Frontier（英語版）
- Oracle Media Objects（英語版）
- LINGO（英語版）
- PythonCard
- LiveCode - 旧名Runtime Revolution。旧MetaCardが技術的なベース。HyperTalkのほとんどの語彙が使用できる。開発環境:Windows、macOS、Linux、iOS、Android、サーバ。オープンソース化され無料のコミュニティ版と商用版がある。
- Microsoft PowerPoint - カード形式、ボタン、ハイパーリンクなどが類似している。
- ViolaWWW - 初期のウェブブラウザ
- アドベンチャーツクール
- WinPlus（英語版）
- HyperSense - macOSのベースとなったNEXTSTEPで動作する類似ツール[15]
- HyperNext（英語版）
- TileStack（英語版）
- mTropolis（英語版）
- NoteCards